# Grgur VIII., protupapa
Protupapa Grgur VIII., rođen kao Maurice Burdanus, katolički protupapa od 1118. do 1121. godine. 